# Andorra la Vella
Andorra la Vella (phát âm tiếng Catalunya: [ənˈdorə ɫə ˈβeʎə], địa phương [anˈdɔra la ˈβeʎa], tiếng Tây Ban Nha: Andorra la Vieja, tiếng Pháp: Andorre-la-Vieille) là thủ đô của Công quốc Andorra. Nó tọa lạc ở miền đông Pyrénées, giữa Pháp và Tây Ban Nha. "Andorra la Vella" cũng là tên của giáo xứ xung quanh thủ đô.
Tính đến  năm 2015, thành phố có dân số 22.886, và khu vực đô thị, bao gồm cả Escaldes-Engordany và các làng lân cận, có hơn 40.000 dân.
Nền kinh tế dựa trên du lịch, dù Andorra cũng có được nguồn lợi từ nước ngoài nhờ là một thiên đường thuế. Đồ nội thất và brandy là những sản phẩm địa phương. Ở độ cao 1.023 m (3,356 ft), đây là thủ đô cao nhất châu Âu và là một điểm trượt tuyết nổi tiếng.

## Dân cư
Người Andorra, mà về dân tộc thì chủ yếu là người Catalunya, chỉ chiếm một phần ba (33%) dân số, với số đông là người Tây Ban Nha (43%) (nói cả tiếng Tây Ban Nha và tiếng Catalunya), ngoài ra là thiểu số đáng kể người Bồ Đào Nha (11%) và người Pháp (7%). Tiếng Catalunya là ngôn ngữ chính thức, dù cả tiếng Tây Ban Nha, tiếng Bồ Đào Nha và tiếng Pháp đều hiện diện. Đa số cư dân theo Công giáo La Mã. Người dân ở đây có tuổi thọ trung bình đến 80 tuổi.

## Giao thông
Thủ đô này cách các sân bay gần nhất Toulouse, Girona, Perpignan và Barcelona ba tiếng đi ô tô. Có được điều này là do dân số ít cộng với địa hình nhiều núi nơi đây. Thủ đô này cũng không có nhà ga mà chỉ có dịch vụ xe buýt nối thành phố với nhà ga L'Hospitalet ở Pháp.

## Địa lý và khí hậu
Andorra la Vella nằm ở phía tây nam Andorra thuộc tọa độ 42°30′B 1°30′Đ / 42,5°B 1,5°Đ, nằm giữa hai dãy núi (Valira del Nord và Valira de l'Orient). Nơi đây có độ cao 1,023 mét (3,36 ft).

### Khí hậu
Andorra la Vella có khí hậu hải dương (Cfb, theo phân loại khí hậu Köppen), với ngày ấm áp và đêm mát mẻ vào mùa hè, và mùa đông se lạnh đến lạnh, có tuyết rơi. Lượng mưa trung bình hàng năm là 812,3 mm (32 in).
| Dữ liệu khí hậu của Andorra La Vella (Roc de Sant Pere), elevation: 1,075m (1971–2000, extremes 1934–nay) | Dữ liệu khí hậu của Andorra La Vella (Roc de Sant Pere), elevation: 1,075m (1971–2000, extremes 1934–nay) | Dữ liệu khí hậu của Andorra La Vella (Roc de Sant Pere), elevation: 1,075m (1971–2000, extremes 1934–nay) | Dữ liệu khí hậu của Andorra La Vella (Roc de Sant Pere), elevation: 1,075m (1971–2000, extremes 1934–nay) | Dữ liệu khí hậu của Andorra La Vella (Roc de Sant Pere), elevation: 1,075m (1971–2000, extremes 1934–nay) | Dữ liệu khí hậu của Andorra La Vella (Roc de Sant Pere), elevation: 1,075m (1971–2000, extremes 1934–nay) | Dữ liệu khí hậu của Andorra La Vella (Roc de Sant Pere), elevation: 1,075m (1971–2000, extremes 1934–nay) | Dữ liệu khí hậu của Andorra La Vella (Roc de Sant Pere), elevation: 1,075m (1971–2000, extremes 1934–nay) | Dữ liệu khí hậu của Andorra La Vella (Roc de Sant Pere), elevation: 1,075m (1971–2000, extremes 1934–nay) | Dữ liệu khí hậu của Andorra La Vella (Roc de Sant Pere), elevation: 1,075m (1971–2000, extremes 1934–nay) | Dữ liệu khí hậu của Andorra La Vella (Roc de Sant Pere), elevation: 1,075m (1971–2000, extremes 1934–nay) | Dữ liệu khí hậu của Andorra La Vella (Roc de Sant Pere), elevation: 1,075m (1971–2000, extremes 1934–nay) | Dữ liệu khí hậu của Andorra La Vella (Roc de Sant Pere), elevation: 1,075m (1971–2000, extremes 1934–nay) | Dữ liệu khí hậu của Andorra La Vella (Roc de Sant Pere), elevation: 1,075m (1971–2000, extremes 1934–nay) |
| Tháng | 1 | 2 | 3 | 4 | 5 | 6 | 7 | 8 | 9 | 10 | 11 | 12 | Năm |
| --- | --- | --- | --- | --- | --- | --- | --- | --- | --- | --- | --- | --- | --- |
| Cao kỉ lục °C (°F)                                                                                        | 18.0 (64.4)                                                                                               | 20.0 (68.0)                                                                                               | 24.8 (76.6)                                                                                               | 29.0 (84.2)                                                                                               | 29.2 (84.6)                                                                                               | 36.0 (96.8)                                                                                               | 39.0 (102.2)                                                                                              | 35.9 (96.6)                                                                                               | 32.0 (89.6)                                                                                               | 31.0 (87.8)                                                                                               | 21.2 (70.2)                                                                                               | 19.0 (66.2)                                                                                               | 39.0 (102.2)                                                                                              |
| Trung bình ngày tối đa °C (°F)                                                                            | 6.9 (44.4)                                                                                                | 8.9 (48.0)                                                                                                | 11.7 (53.1)                                                                                               | 13.3 (55.9)                                                                                               | 17.6 (63.7)                                                                                               | 21.9 (71.4)                                                                                               | 26.2 (79.2)                                                                                               | 25.4 (77.7)                                                                                               | 21.4 (70.5)                                                                                               | 16.0 (60.8)                                                                                               | 10.7 (51.3)                                                                                               | 7.5 (45.5)                                                                                                | 15.6 (60.1)                                                                                               |
| Trung bình ngày °C (°F)                                                                                   | 2.2 (36.0)                                                                                                | 3.5 (38.3)                                                                                                | 5.8 (42.4)                                                                                                | 7.5 (45.5)                                                                                                | 11.5 (52.7)                                                                                               | 15.4 (59.7)                                                                                               | 18.8 (65.8)                                                                                               | 18.5 (65.3)                                                                                               | 14.9 (58.8)                                                                                               | 10.3 (50.5)                                                                                               | 5.7 (42.3)                                                                                                | 3.0 (37.4)                                                                                                | 9.8 (49.6)                                                                                                |
| Tối thiểu trung bình ngày °C (°F)                                                                         | −2.5 (27.5)                                                                                               | −1.8 (28.8)                                                                                               | −0.2 (31.6)                                                                                               | 1.7 (35.1)                                                                                                | 5.3 (41.5)                                                                                                | 8.8 (47.8)                                                                                                | 11.4 (52.5)                                                                                               | 11.4 (52.5)                                                                                               | 8.5 (47.3)                                                                                                | 4.7 (40.5)                                                                                                | 0.6 (33.1)                                                                                                | −1.4 (29.5)                                                                                               | 3.9 (39.0)                                                                                                |
| Thấp kỉ lục °C (°F)                                                                                       | −15 (5)                                                                                                   | −16 (3)                                                                                                   | −11 (12)                                                                                                  | −7 (19)                                                                                                   | −2 (28)                                                                                                   | 0.0 (32.0)                                                                                                | 3.0 (37.4)                                                                                                | 2.0 (35.6)                                                                                                | 0.0 (32.0)                                                                                                | −6 (21)                                                                                                   | −19.5 (−3.1)                                                                                              | −13 (9)                                                                                                   | −19.5 (−3.1)                                                                                              |
| Lượng Giáng thủy trung bình mm (inches)                                                                   | 53.1 (2.09)                                                                                               | 37.9 (1.49)                                                                                               | 40.5 (1.59)                                                                                               | 71.2 (2.80)                                                                                               | 89.8 (3.54)                                                                                               | 84.2 (3.31)                                                                                               | 60.7 (2.39)                                                                                               | 85.6 (3.37)                                                                                               | 80.9 (3.19)                                                                                               | 72.4 (2.85)                                                                                               | 68.4 (2.69)                                                                                               | 67.9 (2.67)                                                                                               | 812.3 (31.98)                                                                                             |
| Nguồn 1: ACDA                                                                                             | | | | | | | | | | | | | |
| Nguồn 2: Meteo Climat (record highs and lows)                                                             | | | | | | | | | | | | | |